# Guatemala himnusza
Guatemala himnuszának eredeti (1934-ben módosított) szövegét José Joaquín Palma írta, 1897 óta használják Guatemala hivatalos himnuszaként. Ünnepnapját zeneszerzője, Rafael Álvarez Ovalle születési évfordulóján, október 24-én tartják.

## Története
Manuel Lisandro Barillas Bercián elnök 1888-ban pályázatot írt ki egy Ramón P. Molina által 1867-ben írt vers megzenésítésére abból a célból, hogy ez legyen Guatemala himnusza. A pályázatot Rafael Álvarez Ovalle nyerte meg, ám több kritikus úgy vélekedett, a szöveg nem megfelelő, ezért 1896-ban az akkori elnök, José María Reina Barrios egy új, július 24-től október 15-ig tartó pályázatot írt ki, amelyen egy akkor még ismeretlen költő verse győzött, amely Álvarez Ovalle korábban megírt zenéjére pontosan énekelhető volt. Azonban még mindig voltak, akik elégedetlenek voltak a győztessel, ezért az alkotás újabb versenyre kényszerült: ezúttal 9 másik művel versengett, de ezek közül is ezt választották a legjobbnak, így végül Reina Barrios elnök 1897. március 14-én elfogadta mint nemzeti himnuszt. Első előadására is ezen a napon került sor: a Nemzeti Zenei Konzervatórium diákjai énekelték el az azóta lebontott Kolumbusz Színházban. Az előadáson maga Álvarez Ovalle vezényelt, akit az ünnepély végén köztársasági kitüntetéssel is jutalmaztak. Csak 1910-ben ismerte el José Joaquín Palma, hogy ő a szöveg szerzője.
A himnusznak ezt az eredeti változatát több évtizeden keresztül használták, de mivel a szöveg túlzottan harcias szellemiségű volt, és többen úgy vélték, sértő Spanyolország számára, ezért Manuel Estrada Cabrera elnöksége óta élt az a gondolat, hogy meg kellene változtatni. Végül az 1930-as években Jorge Ubico elnök jóváhagyásával egy José María Bonilla Ruano nevű nyelvész akadémikus dolgozta át a szöveget. Ez az új változat egy 1934. július 26-án hatályba lépett kormányrendelettel vált hivatalossá, de először csak egy 1935. augusztus 3-án rendezett ünnepségen énekelték el a nyilvánosság előtt.
A himnusz ünnepnapjává 1984-ben jelölték ki a zeneszerző születési évfordulóját, október 24-ét, tíz évvel később pedig olyan törvény is született, amely kimondta, hogy az ország minden hivatalos ünnepélyes eseményét a civil, a katonai, a politikai, a kulturális, az oktatási és a sportéletben egyaránt a nemzeti himnusz lejátszásával kell kezdeni, mialatt a résztvevőknek fel kell állniuk, a civil férfiaknak[forrás?] le kell venniük fejfedőjüket, és jobb kezüket a mellük bal oldalára, szívük tájékára kell helyezniük. Az utóbbi időkben, bár a törvény erről nem rendelkezik, elterjedt az a szokás, hogy a himnuszt elhangzása után meg is tapsolják, bár van olyan szakértő, aki ezt helyteleníti.

## Szövege
| ¡Guatemala feliz...! que tus aras     | Boldog Guatemala! Oltáraidat                     |
| no profane jamás el verdugo;          | soha ne szentségtelenítse meg a hóhér,           |
| ni haya esclavos que laman el yugo    | ne legyenek rabszolgák sem, akik az igát nyögik, |
| ni tiranos que escupan tu faz.        | sem zsarnokok, akik arcodba köpnek.              |
| Si mañana tu suelo sagrado            | Ha holnap szent földedet                         |
| lo amenaza invasión extranjera,       | idegen invázió fenyegeti,                        |
| libre al viento tu hermosa bandera    | szabadítsd a szélbe szép zászlódat,              |
| a vencer o a morir llamará.           | (amely) győzni vagy meghalni hív.                |
| Libre al viento tu hermosa bandera    | Szabadítsd a szélbe szép zászlódat,              |
| a vencer o a morir llamará;           | (amely) győzni vagy meghalni hív,                |
| que tu pueblo con ánima fiera         | mert néped égő lélekkel                          |
| antes muerto que esclavo será.        | előbb hal meg, mint hogy rabszolga legyen.       |
|                                       |                                                  |
| De tus viejas y duras cadenas         | Régi, kemény láncaidból                          |
| tu forjaste con mano iracunda         | haragos kézzel kovácsoltad                       |
| el arado que el suelo fecunda         | az ekét, amely a földet műveli,                  |
| y la espada que salva el honor.       | és a kardot, amely megmenti a becsületet.        |
| Nuestros padres lucharon un día       | Őseink egykor harcoltak,                         |
| encendidos en patrio ardimiento       | hazafias tűzben égve,                            |
| y lograron sin choque sangriento      | és véres összeütközés nélkül sikerült            |
| colocarte en un trono de amor.        | egy szeretet-trónra ültetniük téged.             |
| Y lograron sin choque sangriento      | És véres összeütközés nélkül sikerült            |
| colocarte en un trono de amor,        | egy szeretet-trónra ültetniük téged,             |
| que dé patria en enérgico acento,     | hogy adjon hazát erőteljes hangsúllyal,          |
| dieron vida al ideal redentor.        | életet adtak a megváltó eszmének.                |
|                                       |                                                  |
| Es tu enseña pedazo de cielo          | Jelvényed az ég egy darabja,                     |
| en que prende una nube su albura,     | amelyben egy felhő a fehérségét szerzi,          |
| y ¡ay de aquel que, con ciega locura, | és jaj annak, aki vak bolondsággal               |
| sus colores pretenda manchar!         | színein foltot ejteni próbál.                    |
| Pues sus hijos valientes y altivos,   | Mivel bátor és büszke fiai,                      |
| que veneran la Paz cual presea,       | akik kincsként tisztelik a békét,                |
| nunca esquivan la ruda pelea          | soha nem térnek ki a kemény harc elől,           |
| si defienden su tierra y su hogar.    | ha ezzel földjüket és otthonukat védik.          |
| Nunca esquivan la ruda pelea          | Soha nem térnek ki a kemény harc elől,           |
| si defienden su tierra y su hogar,    | ha ezzel földjüket és otthonukat védik,          |
| que es tan sólo el honor su alma idea | mivel lelkük gondolata csupán a becsület,        |
| y el altar de la patria su altar.     | és a haza oltára az ő oltáruk.                   |
|                                       |                                                  |
| Recostada en el Ande soberbio         | Büszke hegyláncokon fekve,                       |
| de dos mares al ruido sonoro,         | két hangosan zúgó tenger között,                 |
| bajo el ala de grana y de oro         | a szép kvézál gránát és arany                    |
| te adormeces del bello quetzal.       | szárnya alatt elalszol.                          |
| Ave indiana que vive en tu escudo     | Az indián madár, amely címeredben él,            |
| paladión que protege tu suelo;        | egy földedet védő őr,                            |
| ¡ojalá que remonte su vuelo,          | bárcsak feljebb szállna,                         |
| más que el cóndor y el águila real!   | mint a kondor és a szirti sas!                   |
| ¡Ojalá que remonte se vuelo,          | Bárcsak feljebb szállna,                         |
| más que el cóndor y el águila real,   | mint a kondor és a szirti sas,                   |
| y en sus alas levante hasta el cielo, | és szárnyain az égig emelné                      |
| Guatemala, tu nombre inmortal!        | halhatatlan neved, Guatemala!                    |